# Wilhelm I. de la Roche
Wilhelm I. de la Roche (französisch: Guillaume; † 1287) war ein Herzog von Athen aus der Familie la Roche. Er war ein jüngerer Sohn von Herzog Guido I. von Athen und der Agnes de Bruyères.

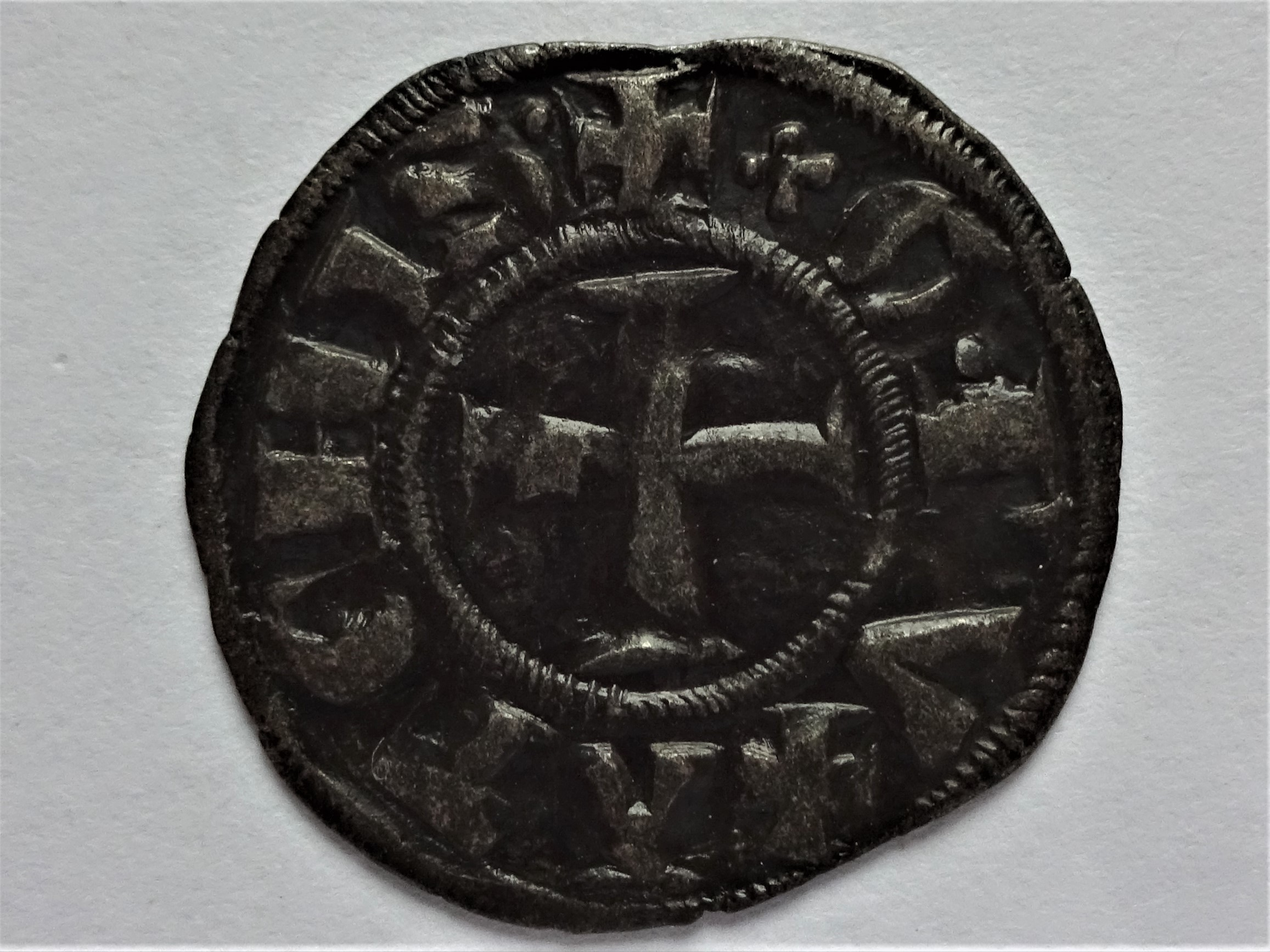
Denar z.Zt. von Guy I. de la Roche (1280-87), Avers

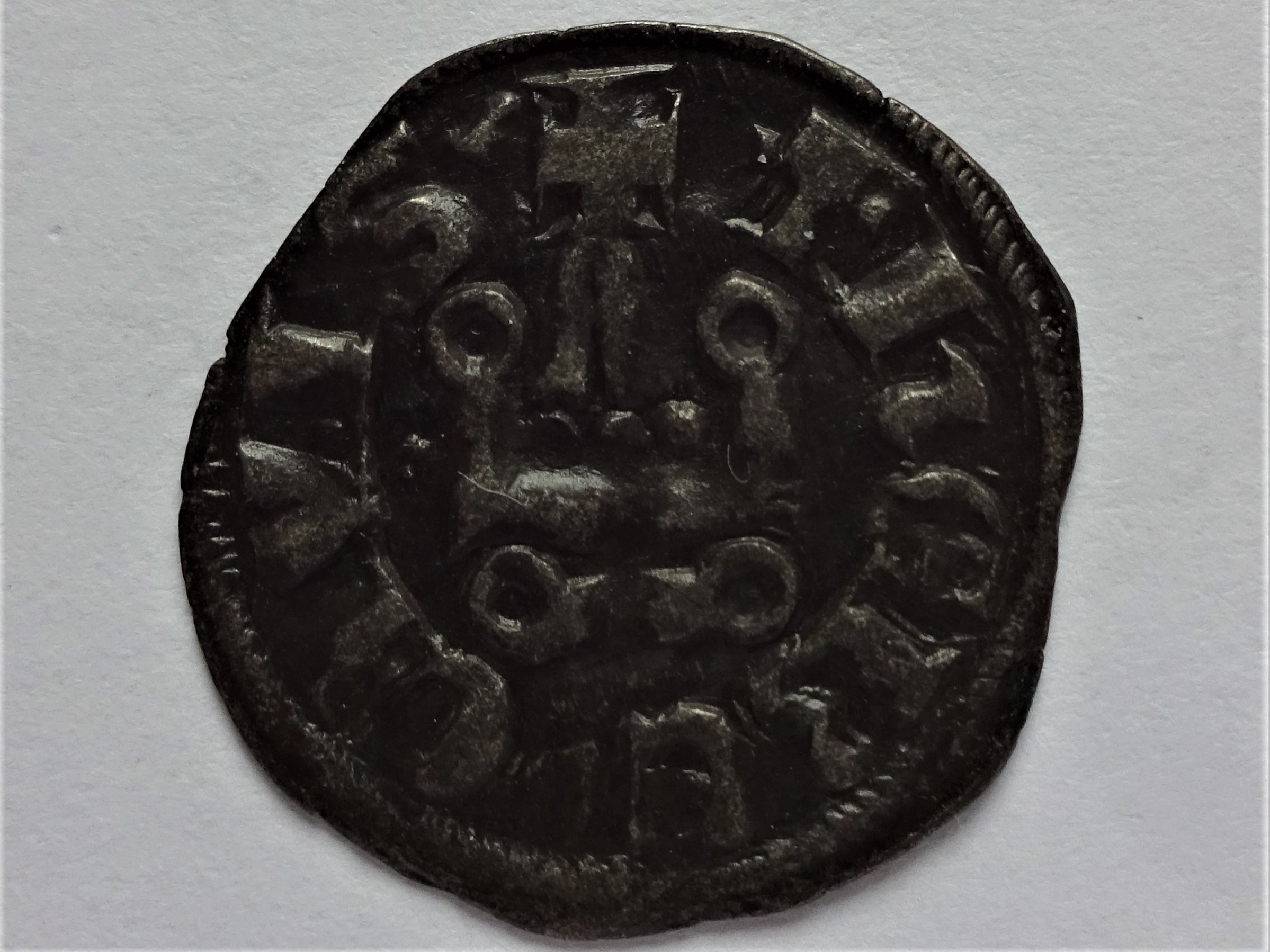
Rückseite des Denars

Von seinem 1263 verstorbenen Vater erhielt er Livadia als eigene Baronie. Nach dem Tod seines älteren Bruders, Herzog Johann I., folgte er diesem als Herzog nach.
Wilhelm erkannte Karl von Anjou als seinen Lehnsherren an und betrachtete den Frieden seines Bruders mit Kaiser Michael VIII. Palaiologos als erloschen. Der Kaiser ließ daraufhin durch seinen Feldherren Licario Böotien und Attika verwüsten. Wilhelm schloss sich der angevinischen Allianz gegen Byzanz an und bereitete sich auf die Offensive Anjous gegen Konstantinopel vor. Als aber im März 1282 die Sizilianische Vesper ausbrach, blieb der Angriff aus. Durch den Zusammenbruch der angevinischen Herrschaft verloren die fränkischen Fürsten Griechenlands ihre letzte große Stütze. Nur die Untätigkeit des neuen Kaisers, Andronikos II., bewahrte Athen vor einem byzantinischen Gegenangriff.
1285 wurde Wilhelm vom Grafen Robert II. von Artois, der Regent der Anjous, als Bailli in Achaia eingesetzt. Dort ordnete er die Verhältnisse und sicherte das Land durch den Bau neuer Burgen, wie Dimatra. Er starb 1287.
Wilhelm war verheiratet mit Helena Angelina († 1294/95), einer Tochter des Despoten Johannes I. Dukas Komnenos von Thessalien. Einziges gemeinsames Kind war der neue Herzog Guido II. († 1308), für den seine Mutter die Vormundschaft übernahm, die sich in zweiter Ehe mit Hugo von Brienne vermählte.